# Geometria diferencial

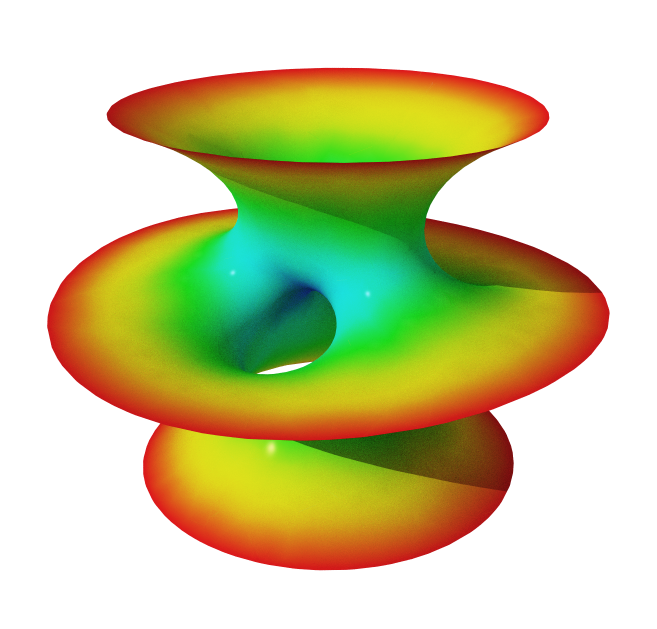
A Superfície Costa, uma superfície com curvatura média nula, descoberta por Celso José da Costa.

Geometria diferencial é o estudo da geometria usando o cálculo. Esses campos são adjacentes, e têm muitas aplicações em física, notavelmente na teoria da relatividade, e também em cartografia.

## História
A geometria diferencial, originada da junção do cálculo com a geometria, nasceu, de certo modo, como uma ciência aplicada, principalmente em questões originadas da cartografia, de onde herdou parte de sua terminologia inicial. Posteriormente passou a ser de grande utilidade na astronomia e na engenharia.
Os pioneiros no estudo da geometria diferencial foram Pierre de Fermat, Christiaan Huygens e Isaac Newton, no século XVII. Fermat descobriu como encontrar tangentes de curvas representadas algebricamente. Huygens introduziu evolutas e involutas e descobriu e provou muitas propriedades de curvas utilizando esses conceitos. Newton foi o primeiro a investigar a curvatura por meio do cálculo infinitesimal.
No século XIX, Carl Friedrich Gauss descobriu e provou o Theorema Egregium, estabelecendo uma importante propriedade das superfícies. Bernhard Riemann estendeu a teoria de Gauss para espaços de dimensões superiores e introduziu a noção de variedade de maneira a terem diversas propriedades geométricas, revolucionando a geometria e conduzindo à moderna geometria diferencial propriamente dita.
Embora o cálculo fosse suficiente para o entendimento e a aplicação das leis de Newton, não o foi para a teoria da relatividade que nasceu sobre os alicerces do conhecimento estabelecido pela geometria diferencial. A interação entre a geometria diferencial e a análise tem sido fator de desenvolvimento de ambas as disciplinas. No espírito da geometria analítica de Descartes, questões profundas de análise têm sido resolvidas através da geometria e vice-versa. Todo um capítulo, extremamente atual e de grande potencial para aplicações, das equações diferenciais parciais não lineares, foi desenvolvido sob a inspiração de questões geométricas. A computação gráfica esta começando a demonstrar que a geometria diferencial estará proximamente presente e acessível para um público bem mais amplo, quer na área científica, quer na área empresarial, fornecendo a interface gráfica adequada à apresentação de resultados, ao desenvolvimento de novas tecnologias e ao planejamento de novos produtos.

## Ramos

### Geometria riemanniana
Artigo principal: Geometria de Riemann
A geometria Riemanniana generaliza a geometria euclidiana a espaços que não são necessariamente planos, embora ainda se assemelhem infinitesimalmente ao espaço euclidiano em cada ponto, ou seja, na primeira ordem de aproximação. Vários conceitos baseados no comprimento, tais como o comprimento do arco de curvas, área de regiões planas, e volume de sólidos, todos possuem análogos naturais na geometria Riemanniana. A noção de uma derivada direcional de uma função do cálculo multivariável é estendida na geometria Riemanniana à noção de uma derivada covariante de um tensor.
Em dimensões mais elevadas, o tensor de curvatura de Riemann é um importante invariante pontual associado a um múltiplo Riemanniano, que mede o quão próximo está de ser plano. Uma classe importante de múltiplos Riemannianos é a dos espaços simétricos Riemannianos, cuja curvatura não é necessariamente constante. Estes são os análogos mais próximos do plano "ordinário" e do espaço considerado na geometria Euclidiana e geometria não-Euclidiana.

### Geometria Pseudo-Riemanniana
A geometria Pseudo-Riemanniana generaliza a geometria Riemanniana para o caso em que o tensor métrico não precisa ser definido positivamente. Um caso especial deste é um manifesto Lorentziano, que é a base matemática da teoria geral da relatividade da gravidade de Einstein.

### Geometria simplética
Artigo principal: Geometria simplética
A geometria simpléctica é o estudo dos múltiplos simpléticos. Um múltiplo quase simplético é um múltiplo diferenciável equipado com uma forma bilinear assimétrica não degenerada e suavemente variável em cada espaço tangente, ou seja, uma forma não degenerada de 2 formas ω, chamada forma simplética. Um múltiplo simplético é um múltiplo quase simplético para o qual a forma simplética ω está fechada: dω = 0.
As formas bilineares assimétricas não degenerativas só podem existir em espaços vetoriais de dimensão uniforme, pelo que os múltiplos simpléticos têm necessariamente dimensão uniforme. Na dimensão 2, um múltiplo simplético é apenas uma superfície dotada de uma forma de área. O espaço de fase de um sistema mecânico é um múltiplo simplético e eles já apareceram implicitamente no trabalho de Joseph Louis Lagrange sobre mecânica analítica e mais tarde nas formulações de mecânica clássica de Carl Gustav Jacobi e William Rowan Hamilton.
Em contraste com a geometria Riemanniana, onde a curvatura fornece uma invariância local de múltiplos Riemannianos, o teorema de Darboux afirma que todos os múltiplos simpléticos são localmente isomórficos. Os únicos invariantes de um múltiplo simplético são de natureza global e os aspectos topológicos desempenham um papel proeminente na geometria simplética. O primeiro resultado em topologia simplética é provavelmente o teorema de Poincaré-Birkhoff, conjecturado por Henri Poincaré e depois provado por G.D. Birkhoff em 1912.

### Geometria complexa e Kähler
Ver também: Geometria complexa
A geometria complexa diferencial  é o estudo de múltiplos complexos.

### Geometria CR
A geometria CR é o estudo da geometria intrínseca dos limites dos domínios em múltiplos complexos.

### Topologia diferencial
A topologia diferencial é o estudo de invariantes geométricos globais sem uma forma métrica ou simplética.
A topologia diferencial parte das operações naturais tais como derivada de lie de feixes de vetores naturais e derivada de Rham de formas.

### Teoria do calibre (ou teoria de Gauge)
Artigo principal: Teoria do calibre 
A teoria do calibre é o estudo de ligações em feixes vetoriais e feixes principais, e surge a partir de problemas em física matemática e teorias de calibre físico que sustentam o modelo padrão da física de partículas. A teoria de Gauge diz respeito ao estudo de equações diferenciais para conexões em feixes, e os espaços geométricos modulares resultantes de soluções para estas equações, bem como os invariantes que delas podem ser derivados. Estas equações surgem frequentemente como as equações de Euler-Lagrange descrevendo as equações de movimento de certos sistemas físicos na teoria quântica de campo, pelo que o seu estudo é de considerável interesse em física.

## Pacotes e ligações
O aparelho de feixes vetoriais, feixes principais, e ligações em feixes desempenha um papel extraordinariamente importante na geometria diferencial moderna. Um múltiplo liso transporta sempre um feixe vetorial natural, o feixe tangente. Falando vagamente, esta estrutura por si só é suficiente apenas para desenvolver a análise nos múltiplos, enquanto fazer geometria requer, além disso, alguma forma de relacionar os espaços tangentes em diferentes pontos, ou seja, uma noção de transporte paralelo. Um exemplo importante é dado pelas ligações afins. Para uma superfície em R3, os planos tangentes em diferentes pontos podem ser identificados utilizando um paralelismo natural induzido pelo espaço Euclidiano ambiente, que tem uma definição padrão bem conhecida de métrica e paralelismo. Na geometria Riemanniana, a conexão de Levi-Civita serve um propósito semelhante: define o paralelismo do caminho em termos de uma dada métrica Riemanniana arbitrária sobre um múltiplo. Mais genericamente, os geómetros diferenciais consideram espaços com um feixe vetorial e uma conexão afim arbitrária que não é definida em termos de uma métrica. Em física, o múltiplo pode ser o espaço-tempo contínuo e os feixes e ligações estão relacionados com vários campos físicos.

## Intrínseco versus extrínseco
Inicialmente e até a metade do século XIX, a geometria diferencial era vista de uma maneria extrínseca: curvas, superfícies eram consideradas dentro de um espaço euclidiano de dimensão maior (um plano em um espaço tridimensional, por exemplo). Começando com o trabalho de Riemann, a maneira intrínseca de se tratar a geometria foi desenvolvida, na qual não se pode sair do objeto geométrico.
A forma intrínseca é mais flexível, por exemplo na relatividade onde o espaço-tempo não podem ser naturalmente tratados extrinsecamente. É mais difícil de se definir curvatura do ponto de vista intrínseco, e outras estruturas como conexão, então há um preço a ser pago.
Essas duas maneiras diferentes de tratamento podem ser conciliadas, por exemplo a geometria extrínseca pode ser considerada como uma estrutura adicional à intrínseca.

## Aplicações
Abaixo estão alguns exemplos de como a geometria diferencial é aplicada a outros campos da ciência e da matemática.
- Em física, a geometria diferencial tem muitas aplicações, incluindo:
  - A geometria diferencial é a linguagem em que a teoria geral da relatividade de Albert Einstein é expressa. De acordo com a teoria, o universo é um múltiplo suave equipado com uma métrica pseudo-riemanniana, que descreve a curvatura do espaço-tempo. A compreensão desta curvatura é essencial para o posicionamento dos satélites em órbita à volta da Terra. A geometria diferencial é também indispensável no estudo da lente gravitacional e dos buracos negros.
  - As formas diferenciais são utilizadas no estudo do eletromagnetismo.
  - A geometria diferencial tem aplicações tanto na mecânica Lagrangiana como na mecânica Hamiltoniana. Os múltiplos simpléticos, em particular, podem ser utilizados no estudo dos sistemas hamiltonianos.
  - A geometria riemanniana e a geometria de contato têm sido utilizadas para construir o formalismo da termodinâmica geométrica que encontrou aplicações na termodinâmica clássica de equilíbrio.
- Em química e biofísica ao modelar a estrutura da membrana celular sob pressão variável.
- Em economia, a geometria diferencial tem aplicações no campo da econometria.
- A modelação geométrica (incluindo computação gráfica) e o desenho geométrico assistido por computador baseiam-se em ideias de geometria diferencial.
- Em engenharia, a geometria diferencial pode ser aplicada para resolver problemas no processamento digital de sinais.
- Na teoria de controle, a geometria diferencial pode ser utilizada para analisar controladores não lineares, particularmente o controle geométrico.
- Em probabilidade, estatística, e teoria da informação, pode-se interpretar várias estruturas como múltiplos Riemannianos, o que produz o campo da geometria da informação, particularmente através da métrica de informação de Fisher.
- Na geologia estrutural, a geometria diferencial é utilizada para analisar e descrever estruturas geológicas.
- Na visão por computador, a geometria diferencial é utilizada para analisar formas.
- No processamento de imagens, a geometria diferencial é utilizada para processar e analisar dados sobre superfícies não planas.